# یک‌ریختی‌گرایی (جامعه‌شناسی)
یک‌ریختی‌گرایی (جامعه‌شناسی) (به انگلیسی: (Isomorphism (sociology) تناظرگرایی یا ایزومورفیسم در جامعه‌شناسی، شباهت فرایندها یا ساختار یک سازمان به سازمان دیگر است؛ خواه نتیجه تقلید باشد، خواه نتیجه توسعه مستقل تحت محدودیت‌های مشابه.

## انواع
سه نوع اصلی یک‌ریختی‌گرایی نهادی وجود دارد:
1. یک‌ریختی‌گرایی هنجاری
2. یک‌ریختی‌گرایی اجباری
3. یک‌ریختی‌گرایی تقلیدی

توسعه این سه نوع یک‌ریختی‌گرایی می‌تواند پارادوکس‌های یک‌ریختی‌گرایی ایجاد کند که مانع چنین توسعه‌ای شود.
به‌طور خاص، این پارادوکس‌های یک‌ریختی به وظایف، منابع، مسئولیت‌پذیری و حرفه‌ای شدن سازمان مربوط می‌شود.
مفهوم یک‌ریختی‌گرایی نهادی در درجه اول توسط پل دی‌ماجیو و والتر دبلیو. پاول توسعه یافت. آنها این مفهوم را در مقاله کلاسیک خود با نام «بازبینی مجدد قفس آهنین: یک‌ریختی‌گرایی نهادی و عقلانیت جمعی در زمینه‌های سازمانی» در سال ۱۹۸۳ طرح نمودند.
یک‌ریختی‌گرایی در زمینه جهانی شدن، ایده‌ای از جوامع ملی معاصر است که با نهادسازی مدل‌های جهانی ساخته و تبلیغ شده از طریق فرآیندهای فرهنگی و اجتماعی جهانی مورد توجه قرار می‌گیرد. همان‌طور که نظریه‌های رئالیستی بر ناهمگونی منابع اقتصادی و سیاسی یا ریشه‌های فرهنگی محلی توسط نظریه‌های خرد پدیدارشناختی تأکید می‌کنند، بسیاری از ایده‌ها حاکی از آنست که مسیر تغییر در واحدهای سیاسی به سمت همگن‌سازی در سراسر جهان است.
چنین شباهت‌هایی به نام تغییرات یک‌ریختی توسط پژوهشگران یافته می‌شود و علیرغم همه پیکربندی‌های ممکن نیروهای اقتصادی محلی، روابط قدرت را توضیح می‌دهند و اشکال فرهنگ سنتی آن ممکن است یک جامعه جزیره‌ای را شامل شود که پیشتر منزوی شده بود ولی وقتی با سایر نقاط جهان تماس برقرار کند، به سرعت اشکال استاندارد شده‌ای به خود می‌گیرد و به نظر می‌رسد شبیه به صد دولت - ملت دیگر در سراسر جهان می‌شود.
از نتایج تحولات یک‌ریختی ویژگی‌های مشابه دولت - ملت‌ها گزارش شده‌است یعنی شکل‌های قانون اساسی که هم قدرت دولتی و هم حقوق فردی را برجسته می‌کند، نظام‌های آموزشی انبوه که حول یک برنامه درسی نسبتاً استاندارد سازماندهی شده‌اند، نظام‌های نگهداری سوابق و داده‌های اقتصادی و جمعیتی منطقی، سیاست‌های پیشگیری از بارداری و کنترل جمعیت با هدف ارتقای توسعه ملی، وضعیت و حقوق زنان به‌طور رسمی برابر شد، گسترش حقوق بشر به‌طور کلی، سیاست‌های زیست‌محیطی گسترده، سیاست اقتصادی توسعه محور، نظام‌های رفاه جهانی، تعاریف استاندارد بیماری و مراقبت‌های بهداشتی و حتی برخی از متغیرهای اولیه جمعیتی.
این یک‌ریختی‌گرایی به سختی توسط نظریه‌هایی که از تفاوت‌های میان اقتصادهای ملی و سنت‌های فرهنگی استدلال می‌کنند، توضیح داده می‌شوند با این حال، اگر دولت - ملت‌ها نتایج نظم فرهنگی جهانی باشند،  آنها نتایج معقولی هستند.

## همچنین ببینید
- یک‌ریختی
- هم‌ریختی
- نهادگرایی
- همسان‌ریختی
- هومئومورفیسم

## منبع
دی‌ماجیو، پی.جی. و پاول، دبلیودبلیو (۱۹۸۳): «بازبینی قفس آهنین: یک‌ریختی‌گرایی نهادی و عقلانیت جمعی در زمینه‌های سازمانی»، بررسی جامعه‌شناسی آمریکایی، ۴۸ (۲)، صص ۱۴۷–۱۶۰.